# 盎葉記
《盎葉記》(韓語：앙엽기)為朝鮮半島的歷史雜記，李德懋(號「青莊公」)所著，收錄於《青莊館全書》(청장관전서)第三輯的第54卷(제54권)到61卷內，全書共分八卷，於朝鮮王朝後期成書。